# Discografia de Mahalia Jackson

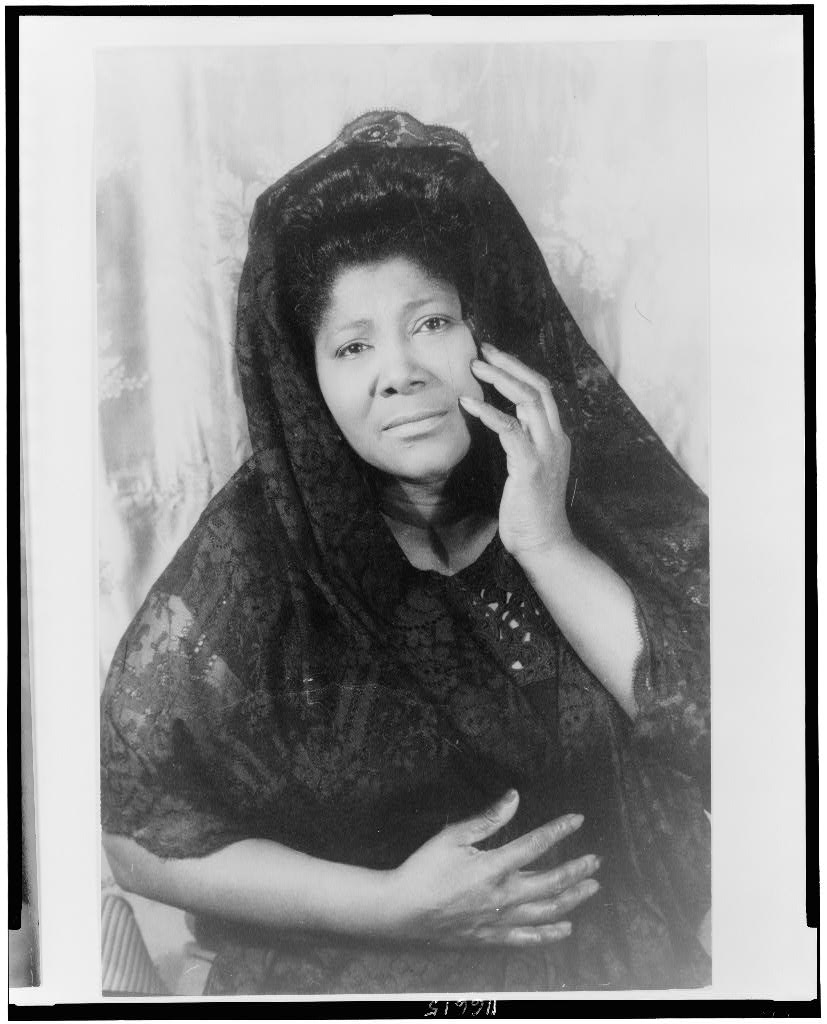

Mahalia Jackson (1911 - 1972) foi a cantora gospel mais proeminente do século 20, sua carreira durou de 1931 a 1971. Ela começou a cantar na igreja quando criança em Nova Orleans, depois se mudou para Chicago quando adolescente e se juntou ao primeiro gospel de Chicago grupo, os Johnson Singers. Por demanda, ela começou a cantar solo em funerais e comícios políticos. Por cerca de 15 anos, Mahalia percorreu um circuito de igrejas e avivamentos espalhando o blues gospel pelos EUA trabalhando em biscates para ganhar a vida. Suas primeiras gravações foram feitas em 1931, produzidas pelo dono de uma funerária em Chicago, onde Jackson costumava cantar, embora estas tenham sido perdidas.
Em 1937, Mahalia gravou quatro singles para a Decca Records, uma empresa focada em blues e jazz. As vendas foram fracas e ela foi convidada a gravar blues e ela recusou, uma decisão que ela fez repetidamente ao longo de sua vida. Nove anos depois, ela atraiu a atenção da Apollo Records, uma pequena empresa que atende artistas e públicos negros. Ela gravou quatro singles para eles e novamente eles não tiveram um bom desempenho, mas o quinto, "Move On Up a Little Higher", vendeu dois milhões de cópias e alcançou o segundo lugar nas paradas da Billboard em 1947, novas conquistas para a música gospel . Com base nesse sucesso, Jackson lançou 71 singles no total com Apollo entre 1946 e 1954. Suas gravações com Decca e Apollo são amplamente consideradas definidoras do blues gospel: consistem em hinos protestantes tradicionais, espirituais e canções escritas por compositores contemporâneos como Thomas A. Dorsey e W. Herbert Brewster. Os primeiros são esparsamente acompanhados por piano e órgão, embora Apollo tenha adicionado guitarra acústica, baixo, bateria e backing vocals no início dos anos 1950.
Jackson foi o primeiro artista gospel a assinar com a Columbia Records, então a maior gravadora dos EUA, em 1954. Na Columbia, Jackson lançou 28 álbuns entre 1955 e 1972, ano de sua morte. Columbia expandiu seu repertório para incluir canções consideradas geralmente inspiradoras e patrióticas que foram intercaladas com os hinos e canções gospel semelhantes às que ela cantou no Apollo. Embora seus primeiros discos na Columbia tivessem um som semelhante ao de seus discos Apollo, a música que acompanhou Jackson na Columbia mais tarde incluiu orquestras, guitarras elétricas, cantores de apoio e bateria, cujo efeito geral estava mais associado à música pop leve. Ela foi comercializada de forma semelhante aos músicos de jazz, mas sua música na Columbia acabou desafiando a categorização. No entanto, Jackson ganhou o primeiro Grammy de música gospel em 1961 e o segundo em 1962. Três de suas músicas foram incluídas no Grammy Hall of Fame, incluindo "Move On Up a Little Higher", que também foi adicionada ao National Recording Registro em 2005. Jackson recebeu o Lifetime Achievement Award da Recording Academy em 1972. Ela era um marco na televisão americana nas décadas de 1950 e 1960. Ela apresentou o The Mahalia Jackson Show, que decorreu localmente em Chicago por alguns meses em 1955, e apareceu como convidada em muitos programas nacionais. Ela cantou em quatro filmes entre 1958 e 1964 e apareceu em salas de concerto em todo o mundo enquanto fazia aparições regulares em igrejas negras nos EUA. Ela estimou que vendeu 22 milhões de discos em sua vida. O sucesso de Jackson inaugurou a "Era de Ouro do Gospel" entre 1945 e 1965, permitindo que dezenas de artistas de música gospel fizessem turnês e gravassem.

## Sem rótulo
| Data | Nome da Música                                    | Acompanhamento              | Notas |
| ---- | ------------------------------------------------- | --------------------------- | --- |
| 1931 | - You Better Run, Run, Run - Outras desconhecidas | Caso exista, é desconhecida | O agente de Jackson, um diretor funerário chamado Bob Miller, conseguiu que ela gravasse em um estúdio em Jackson Boulevard em Chicago com a intenção de vender cópias nas reuniões da Convenção Batista Nacional. De acordo com Miller, "Nós pegávamos nosso pacote e o mestre, para que pudéssemos obter outros prensados - acho que nunca fizemos, mas poderíamos ter. Cortamos alguns". A biógrafa Laurraine Goreau menciona apenas o título "É melhor você correr, correr, correr" desta sessão. Nenhuma cópia dessas gravações foi encontrada. |

## Decca
| Data         | Nome da Música | Acompanhamentos                | Notas |
| ------------ | --- | ------------------------------ | --- |
| Maio de 1937 | - "God's Gonna Separate the Wheat From the Tares" - "Oh My Lord" - "Keep Me Every Day" - "God Shall Wipe All Tears Away" | Estelle Argan no Piano e Órgão | A Decca se recusou a gravar Jackson após esta sessão, quando os discos venderam mal e Jackson se recusou a considerar gravar músicas seculares. |

## Apollo
| Data                   | Nome da Música | Acompanhamentos                                                                                                   | Notas |
| ---------------------- | --- | --- | --- |
| 3 de outubro de 1943   | - "I Want To Rest" - "He Knows My Heart" - "Wait Til My Change Comes" - "I'm Going to Tell God" | Rosalie McKenny no piano                                                                                          | |
| 12 de setembro de 1947 | - "What Could I Do?" - "Move On Up a Little Higher (Part 1)" - "Move On Up a Little Higher (Part 2)" - "Even Me" - "I Have a Friend"                                                                                          | James Lee no Piano e Herbert "Blind" Francis no Órgão                                                             | "Move On Up a Little Higher" alcança o segundo lugar por duas semanas nas paradas da Billboard, vende dois milhões; introduzido no Grammy Hall of Fame em 1998 e adicionado ao National Recording Registry em 2005. "Even Me" vende mais de um milhão. |
| 10 de dezembro de 1947 | - "Dig a Little Deeper In God's Love" - "Tired" - "If You See My Savior" - "In My Home Over There" - "There's Not A Friend Like Jesus" - "Amazing Grace" - "Since the Fire Started Burning In My Soul"                        | Mildred Falls, piano; Herbert "Blind" Francis, órgão; Samuel Patterson, guitarra                                  | "Dig A Little Deeper" vende quase um milhão. |
| 15 de julho de 1949    | - "Shall I Meet You Over Yonder" - "The Last Mile Of the Way" - "Just Over the Hill (Part 1)" - "Just Over the Hill (Part 2)" - "I Do, Don't You?" - "God Answers Prayers" - "I'm Glad Salvation Is Free" - "Do You Know Him" | Mildred Falls, piano; Herbert "Blind" Francis, órgão                                                              | "Just Over the Hill" vende mais de um milhão |
| 11 de setembro de 1950 | - "I Walked In the Garden" - "Bless This House" - "Go Tell It on the Mountain" - "Silent Night" - "The Lord's Prayer" | Mildred Falls, piano; Louise Weaver, órgão                                                                        | |
| 7 de julho de 1951     | - "How I Got Over" - "Just As I Am" - "Jesus Is With Me" - "I Bowed On My Knees and Cried Holy" - "A City Called Heaven" - "It's No Secret What God Can Do" - "His Eye Is On the Sparrow"                                     | Mildred Falls, piano; Kenneth Morris, órgão; Herbert "Blind" Francis, órgão                                       | |
| 21 de março de 1952    | - "God Spoke to Me" - "In the Upper Room, Part 1" - "In the Upper Room, Part 2" - "Said He Would" - "He's My Light" - "If You Just Keep Still"                                                                                | Mildred Falls, piano; Herbert "Blind" Francis, órgão; os harmônicos do sul, vocais; Baixo e bateria desconhecidos | "In the Upper Room" vende mais de um milhão |
| 5 de maio de 1953      | - "In the Upper Room" - "Beautiful Tomorrow" - "Consider Me" - "What Then?" | Mildred Falls, piano; Órgão, guitarra, baixo e bateria desconhecidos; Melody Echoes, vocais                       | |
| 9 de outubro de 1953   | - "Hands of God" - "It's Real" - "No Matter How You Pray" - "My Cathedral (The Home I Love)" | Mildred Falls, piano; Órgão desconhecido; Coro Belleville, vocais                                                 | |
| 12 de outubro de 1953  | - "Walking to Jerusalem" - "I Wonder if I Will Ever Rest" - "Come to Jesus" | Mildred Falls, piano; Órgão, guitarra e bateria desconhecidos; Melody Echoes, vocais                              | |
| 10 de junho de 1954    | - "I'm On My Way to Canaan Land" - "My Story" - "I'm Willing to Run All the Way" - "Nobody Knows the Trouble I've Seen" - "Didn't It Rain" - "Closer to Me"                                                                   | Mildred Falls, piano; Órgão desconhecido, baixo, percussão e saxofone tenor                                       | |

## Columbia
| Data | Nome do Álbum | Notas |
| ---- | --- | --- |
| 1955 | - Sweet Little Jesus Boy CL 702 (Vinyl) - The World's Greatest Gospel Singer CL 644 (Vinyl) | |
| 1956 | - Bless This House (as Mahalia Jackson and the Falls-Jones Ensemble) CL 899 (Vinyl) - You'll Never Walk Alone CL 2552 (Vinyl)                                                                              | Bless This House inclui "Take My Hand, Precious Lord", introduzido no Grammy Hall of Fame em 2012                                                        |
| 1959 | - Great Gettin' Up Morning CL 1343 (Vinyl) | |
| 1960 | - Come On Children Let's Sing (as Mahalia Jackson with the Falls-Webb Ensemble) CS 8225 (Vinyl) - I Believe CL 1549 (mono) CS 8349 (stereo) (Vinyl) - The Power and the Glory CS 8264 (Vinyl)              | |
| 1961 | - Everytime I Feel the Spirit CL1743 (Vinyl) | Álbum ganha o primeiro Grammy na categoria Melhor Gravação Gospel ou Outra Gravação Religiosa; relançado como Best Loved Spirituals CS 8443 em 1995 (CD) |
| 1962 | - Great Songs of Love and Faith CL 1824 (mono) CL 8624 (stereo) (Vinyl) - Silent Night – Songs For Christmas CL 1903 (Vinyl)                                                                               | Great Songs of Love and Faith recebe Grammy de Melhor Gravação Gospel ou Outra Gravação Religiosa                                                        |
| 1963 | - Mahalia Jackson's Greatest Hits CS 8804 (Vinyl) - Make A Joyful Noise Unto the Lord CS 8736 CL 1936 (Vinyl)                                                                                              | Make a Joyful Noise Unto the Lord indicado ao Grammy; relançado em 1972 como Lord Don't Let Me Fall Harmony KH 31111 (Vinil)                             |
| 1964 | - Let's Pray Together CL 2130 (Vinyl) | |
| 1966 | - Mahalia Sings CS 9252 (Vinyl) | |
| 1967 | - My Faith CS 9405 (Vinyl) | |
| 1968 | - A Mighty Fortress CS 9659 (Vinyl) - Christmas with Mahalia CS 9727 (Vinyl) - Garden of Prayer CL 2546 (Vinyl) - Mahalia Jackson Sings the Best-Loved Hymns of Dr. Martin Luther King Jr. CS 9686 (Vinyl) | |
| 1969 | - Mahalia! Sings the Gospel Right out of Church CS 9813 (Vinyl) - What the World Needs Now CS 9950 (Vinyl)                                                                                                 | |
| 1971 | - Mahalia Jackson Sings America's Favorite Hymns G 30744 (Vinyl) - Silent Night – Songs for Christmas LE 10165 (Vinyl)                                                                                     | |
| 1972 | - The Great Mahalia Jackson KG 31379 (Columbia) (Vinyl) | |

## Álbuns Ao Vivo
| Data | Nome do Álbum                                                                                     | Notas                                                                         |
| ---- | ------------------------------------------------------------------------------------------------- | ----------------------------------------------------------------------------- |
| 1958 | - Newport 1958 Columbia CL 1244 (mono) 8071 (stereo) (Vinyl)                                      | Inclui "His Eye Is on the Sparrow" introduzido no Grammy Hall of Fame em 2010 |
| 1962 | - Recorded in Europe During Her Latest Concert Tour Columbia CL 1726 (Vinyl)                      |                                                                               |
| 1967 | - Mahalia Jackson in Concert Easter Sunday, 1967 Columbia CL 2690 (mono) CS 9490 (stereo) (Vinyl) |                                                                               |
| 1968 | - Live in Antibes, 1968 France Concert FC 122 (Vinyl)                                             |                                                                               |

## Outras aparições
| Data | Nome do Álbum                                           | Notas                                                                    |
| ---- | ------------------------------------------------------- | ------------------------------------------------------------------------ |
| 1958 | - Black, Brown & Beige Columbia CS 8015 CL 1162 (Vinyl) | Colaboração com Duke Ellington; Jackson executa improvisação do Salmo 23 |

| Data         | Nome do Álbum                                                                                                  | Notas |
| ------------ | --- | --- |
| 1959         | - Mahalia Jackson with the Greatest Spiritual Singers Apollo LP 489 (Vinyl)                                    | Inclui "Closer to Me", "I Can Put My Trust In Jesus" e "Bless This House"                                       |
| 1963         | - All Star Festival United Nations UNM-1 (Vinyl) - When They Brought Down the House Columbia XTV-69449 (Vinyl) | All Star Festival inclui "Nobody But You, Lord"; When They Brought Down the House inclui "A City Called Heaven" |
| 1965         | - A Salute to Congress A & R Recording XSV106467 (Vinyl)                                                       | Inclui "He's Got the Whole World in His Hands" e "Take My Hand, Precious Lord"                                  |
| Desconhecido | - Americana Columbia CSS-934-5 (Vinyl)                                                                         | Inclui "When the Saints Go Marching In"                                                                         |
| Desconhecido | - Christmas Greetings Columbia CSS-1499 (Vinyl)                                                                | Inclui "Hark! The Herald Angels Sing"                                                                           |

## Compilações
| Data                | Nome do Álbum | Notas |
| ------------------- | --- | --- |
| 1954                | - Queen of the Gospel Singers Apollo LP 201 (Vinyl) | |
| 1958                | - Just As I Am Apollo LP 479 (Vinyl) | |
| 1959                | - In the Upper Room with Mahalia Jackson Apollo LP 474 (Vinyl) - No Matter How You Pray Apollo LP 482 (Vinyl) - Mahalia Apollo LP 486 (Vinyl) | |
| 1961                | - Command Performance, Volume 1 Apollo ALP 1001 (Vinyl) - Command Performance, Volume 2 Apollo ALP 1002 (Vinyl) | Formalmente intitulado Apollo Records solicita a honra de sua presença no comando Performance de Mahalia Jackson recriando sua turnê européia, embora as faixas incluíssem gravações Apollo de Jackson até 1954, em oposição ao material de sua turnê européia de 1961 |
| 1962                | - Christmas With Mahalia Jackson Apollo ALP 499 | |
| 1968                | - You'll Never Walk Alone Harmony HS 11279 (Vinyl) | |
| 1972                | - Mahalia Jackson 1911 – 1972 Kenwood/Nashboro LP 506 (Vinyl) | |
| 1973                | - God Answers Prayers Nashboro 508, Kenwood 508 (Vinyl) - The Life I Sing About Caedmon TC 1413 (Vinyl) | The Life I Sing About inclui quatro faixas de música e entrevistas de palavras faladas de Jackson relembrando sua infância em Nova Orleans |
| 1976                | - How I Got Over Columbia KC 34073 (Vinyl) - The Best Of Mahalia Jackson - Hymns, Spirituals & Songs Of Inspiration Columbia P3-14028 (Vinyl) | How I Got Over recebe Grammy de Melhor Performance de Soul Gospel. |
| 1977                | - Amazing Grace Sony Special Music WK 75041WK (Vinyl) | |
| 1979                | - I Sing Because I'm Happy Folkways Records FTS 31102 (Vinyl) | |
| 1981                | - Christmas With Mahalia Jackson Holiday HDY-1948 (Vinyl) | |
| 1991                | - Gospels, Spirituals & Hymns Columbia C2T 47083 (Cassette) | |
| 1992                | - I'm Going To Tell God MCA Special Products MCAC-20719 (Cassette) | |
| 1993                | - Go Tell It On the Mountain Arrival 3149-4 (Cassette) 3149-2 (CD) - Best Loved Spirituals Sony BT 13582 (Cassette) A 13582 (CD) | |
| 1994                | - The Apollo Sessions 1946-1951 Pair Records PCD-2-1332 (CD) | |
| 1995                | - The Best of Mahalia Jackson Legacy/Columbia CT 66911 (CD) | |
| 1996                | - 16 Most Requested Songs Legacy/Columbia CK 64991 (CD) | |
| 1997                | - In the Upper Room 601 Music SXCD 3117 (CD) | |
| 1998                | - Silent Night – Gospel Christmas LaserLight Digital 15 300 (CD); | |
| 2004                | - The Essential Mahalia Jackson Columbia C2K 89067 (CD) | |
| 2016                | - Mahalia Jackson Sings: The Great Television Performances Real Gone Music RGM-0508 (CD) - Moving On Up A Little Higher Shanachie 6066 (CD) | |
| Datas desconhecidas | - Best of Mahalia Jackson Apollo LP 500 (Vinyl) - Gospel World of Mahalia Jackson Apollo Kenwood SLP 501 (Vinyl) - I Lift My Voice Kenwood LP 503 (Vinyl) - Mahalia Jackson Sings Brigade Records P1303S (Vinyl) - Mahalia! Mahalia! Mahalia! Kenwood SLP 504 (Vinyl) - Sing Out Apollo Kenwood SLP 502 (Vinyl) - The World's Greatest Gospel Singer Apollo LP 505 (Vinyl) - The World's Greatest Gospel Singer Colortone C 33-4906 (Vinyl) | As versões de Apollo e Colortone de The World's Greatest Gospel Singer têm listas de faixas diferentes |

### Recursos
- Burford, Mark, Mahalia Jackson and the Black Gospel Field, Oxford University Press, (2019). ISBN 0190095520
- Goreau, Laurraine, Just Mahalia, Baby, World Books, (1975). OCLC 651752344
- Whitburn, Joel, Joel Whitburn's Pop Memories: 1890–1954, Record Research, Inc., (1986). ISBN 0-89820-083-0